# Ластрап (Міннесота)
Ластрап (англ. Lastrup) — місто (англ. city) в США, в окрузі Моррісон штату Міннесота. Населення — 120 осіб (2020).

## Географія
Ластрап розташований за координатами 46°2′23″ пн. ш. 94°3′42″ зх. д. / 46.03972° пн. ш. 94.06167° зх. д. (46.039844, -94.061770).  За даними Бюро перепису населення США в 2010 році місто мало площу 1,17 км², з яких 1,13 км² — суходіл та 0,03 км² — водойми. В 2017 році площа становила 0,99 км², з яких 0,95 км² — суходіл та 0,03 км² — водойми.

## Демографія
Згідно з переписом 2010 року, у місті мешкали 104 особи в 49 домогосподарствах у складі 30 родин. Густота населення становила 89 осіб/км².  Було 53 помешкання (45/км²).
Расовий склад населення:
| - 100,0 % — білих |

До двох чи більше рас належало 0,0 %. Частка іспаномовних становила 0,0 % від усіх жителів.
За віковим діапазоном населення розподілялося таким чином: 17,3 % — особи молодші 18 років, 67,3 % — особи у віці 18—64 років, 15,4 % — особи у віці 65 років та старші. Медіана віку мешканця становила 41,5 року. На 100 осіб жіночої статі у місті припадало 96,2 чоловіків;  на 100 жінок у віці від 18 років та старших — 104,8 чоловіків також старших 18 років.
Середній дохід на одне домашнє господарство  становив 56 718 доларів США (медіана — 58 542), а середній дохід на одну сім'ю — 60 036 доларів (медіана — 65 417). За межею бідності перебувало 8,6 % осіб, у тому числі 16,7 % дітей у віці до 18 років та 10,0 % осіб у віці 65 років та старших.
Цивільне працевлаштоване населення становило 91 осіб. Основні галузі зайнятості: освіта, охорона здоров'я та соціальна допомога — 24,2 %, сільське господарство, лісництво, риболовля — 13,2 %, науковці, спеціалісти, менеджери — 11,0 %, виробництво — 9,9 %.